# دوبژنگتسا
دوبژنگتسا (به لهستانی:  Dobrzenica) یک روستا در لهستان است که در گمینا پراژموو واقع شده‌است.